# 傅浩强

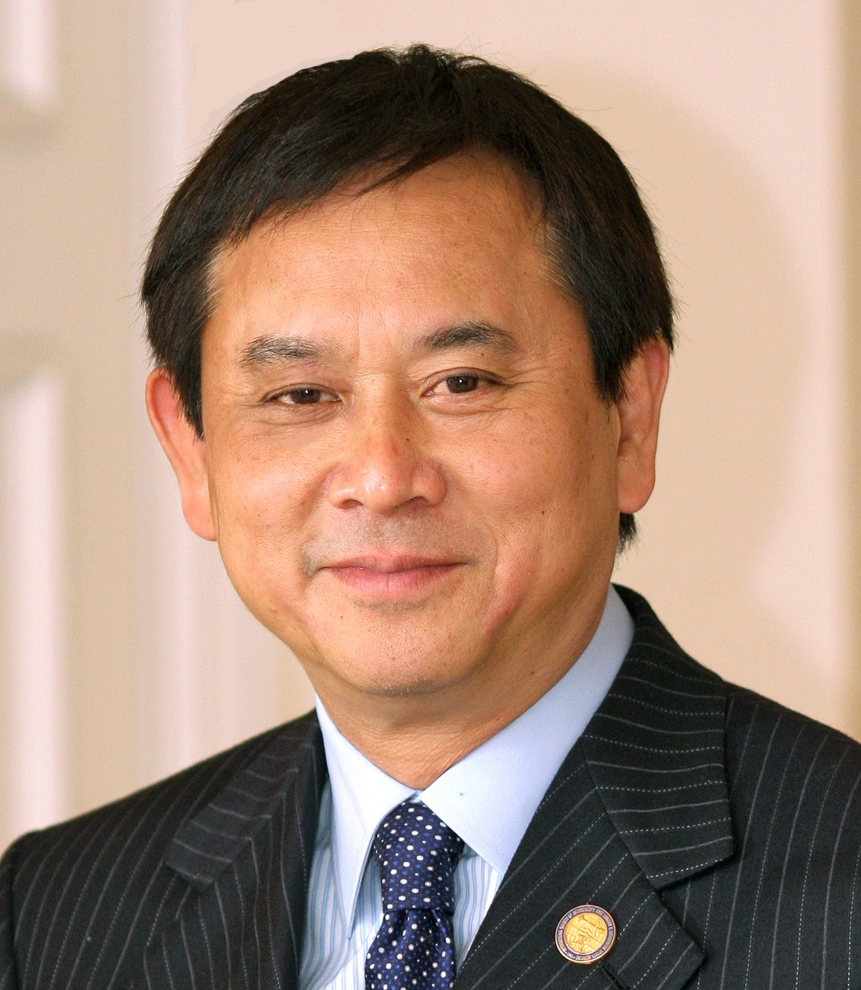
傅浩强

傅浩强（英語：Freddie H. Fu，1950年—2021年9月24日），是出生於香港的美國華裔运动医学领域的先驱和权威，被公认为骨科手术和运动医学界的杰出领导者，亦是傅翼鵬曾孫，兄長為香港浸會大學體育系榮休教授傅浩堅。
自1982年就职于匹兹堡大学医学院以来，傅浩强获得了1998年的“David Silver教授”称号，而后又被任命为骨科行政主任。匹大医学院骨科集临床和科研为一体，拥有80名教职员工和60名学员。2010年，傅浩强成为匹兹堡大学医学院史上第八位“Distinguished Service Professor”，这项荣誉是大学给予资深教授的最高荣誉。傅浩强是骨科领域历史上首位获此殊荣的华裔科学家。此外，此项荣誉的获得者还包括Thomas Starzl（移植手术），Julius Youngner（脊髓灰质炎疫苗）和 Peter Safar（急救用CPR）等杰出科学家。25年来，傅浩强一直担任匹兹堡大学体育系主管队医。同时，他还是机械与材料科学、復健、卫生和体育活动部门的教授。此外，他还获得了波茵帕克大學的科学名誉博士和查達姆大學公共服务名誉博士学位。

## 生平
1950年，傅浩强在香港出生，居住在般咸道，是居住于香港的傅氏家族的第五代传人。
傅浩强曾在香港历史最悠久的中学—圣保罗书院就读。之所以选择这所学校，其家人是希望傅浩强能够同时良好的东西方文化教育。
在该校就读期间，傅浩强是一个受人关注的体育健将和音乐达人。1969年，傅浩强担任了Kenneth Ng执教的圣保罗锦标赛A级篮球队长，创建了摇滚乐的乐队并演奏主音吉他。可以说，在圣保罗接受的良好教育为傅浩强以后的职业生涯做了最好的准备。在此期间，导师Geoffrey Emerson, Derek Too, and Frank Drake 教授给了傅浩强很好的指导教育。
1970年，傅浩强跟随他的哥哥，在美國新罕布什尔州汉诺威的达特茅斯学院就读。1974年，他获得了学士学位，并以最优等生身份毕业；1975年，他获得了BMS学位，他的导师是Roy Foster和 John Kemeny。达特茅斯大学校长John Kemeny是个计算机科学家，当时教大一微积分。在匹兹堡本地人、达特茅斯医学系主任Jim Strickler博士建议下，傅浩强申请了匹兹堡医学院。当时匹兹堡大学医学院骨科主任AlbertB.Ferguson是达特茅斯的校友，也是一个富有远见的领导者。
后来，傅浩强就读于匹兹堡医学院，并于1977年获得医学博士学位。在Ferguson博士的指导下，他完成了他的骨科住院医师轮转，并于1982年作为助理教授成为匹大骨科的一名成员。至今，他作为达特茅斯医学院的监察委员会成员，一直与达特茅斯保持着紧密的联系。他的两个子女—戈登和乔伊斯也是达特茅斯大学的校友。此外，傅浩强每年接待约100名达特茅斯大学新生和来自宾夕法尼亚州西部地区的校友。

## 榮譽
他是许多学术团体的成员，并在许多团体与协会中担任职务，其中包括康复协会、美国整形外科协会、骨科研究与教育基金会（OREF）。 2008年傅浩强和傅夫人委托给OREF 100万美元，资助一个新的研究奖，用于支持由女性外科医生/研究员主持的运动医学相关课题或由骨科外科医生研究员（无论男女）进行的与女性运动员相关的研究。
傅浩强曾是宾夕法尼亚州的骨科学会主席，他于2008年担任美国骨科运动医学学会（AOSSM）主席。他也是AOSSM 40年历史上第一位在外国出生的主席。2009年，他被任命为世界关节镜、膝关节外科和骨科运动医学协会主席。这个协会被称为是“运动医学的联合国”，由来自96个国家的4,000名医生成员组成。2011年，他获得了美国矫形外科医生学术界的“Diversity Award”，这个奖项用于认可学术界成员在骨科上更具代表性和融入不同患者人群中所作出的杰出贡献。傅浩强是该奖的第九位获得者，且是第一个获此殊荣的亚裔美国人。

## 研究成果
匹兹堡大学骨科研究部已经获得了大量的研究资助，其中大部分来自美国国立卫生研究院。超过30名科学家和100个实验室员工分别在14个具有多样化和综合化的实验室工作，包括临床疗效评估、分子疗法、癌症、矫形工程、生物力学、软骨修复生长和发育、膝关节生物力学、机械生物学、脑震荡、细胞与分子工程和脊柱、干细胞和神经肌肉等多项研究。
傅浩强的主要研究兴趣集中在临床疗效以及涉及生物力学的体育等相关问题。他开创了许多新的关节镜手术技术来治疗膝及肩部损伤，并在膝关节相关生物力学、人体运动学、比较解剖学、干细胞和再生医学方面进行了广泛的研究。
傅浩强先后发表了424篇同行评审文章，编写了114本书籍的相关章节，出版了29种主要涉及骨科运动损伤处理的教科书。他还拥有多部手术录像在VuMedi 网站上收录，这是外科医生的“YouTube”。在三年的过程中，他上传的ACL解剖重建录像系列一直是最受关注的，拥有多达20万的点击量和超过400条的评论。1996年，著名的卡帕三角洲研究奖被授予给傅浩强，以表彰他在肩关节方面的杰出研究。卡帕三角洲奖被尊称为“诺贝尔骨科研究奖”及美国骨科医师学会认为的骨科研究最高奖励。在超过30年的职业生涯中，傅浩强已得到超过195个的授勋及嘉奖。
1980年代，傅博士和其他矫形外科医师遇到的、具有挑战性的技术问题之一是骨软组织固定。傅浩强的匹兹堡团队和塔夫茨大学及麻省理工学院的研究人员于1986年开发了世界上第一个骨锚。Mitek制造了第一个FDA批准的骨锚，到现在已有许多其他的骨锚制造商，现今全世界每年使用超过150万颗骨锚。
在1980年代，人工韧带假体用于重建前交叉韧带（ACL）非常流行。在1987年，他的研究显示，人工韧带产生的磨损颗粒将会损害关节面。正是由于这项研究指出的并发症，人工韧带不再被使用。1987年，惠特克基金会资助傅浩强进行“盂肱关节的稳定性：一个动态模型” 的研究。这一资助促使其深入研究关节运动学，同时也促成了他和匹兹堡生物力学实验室的Scott Tashman博士在ACL手术方面的合作。
自1982年以来，傅浩强完成了超过6000例 ACL手术，最近ACL解剖重建已处于世界领先水平，这是一个令人振奋的ACL损伤的治疗方法。傅浩强和他的研究团队目前正在努力，以确定使用双束解剖重建ACL，是否能比标准单束的方法更好地恢复正常膝关节运动。
2010年，美国国立卫生院更是斥资290万美元用于傅浩强作为首席科学家领衔的该项研究。他的团队目前拥有已经完成或正在进行的100多项研究评估视膝关节为一个器官的解剖重建方法的优点。他也正在与研究脊椎动物的古生物学家K.Christopher博士展开合作，并与卡内基自然历史博物馆和匹兹堡动物园的馆长共同研究膝关节前交叉韧带的进化和解剖。此外，傅浩强还与肯特州立大学人类学家C.Owen Lovejoy博士保持着紧密的合作。Lovejoy博士重建了三百万年前的人类祖先“露西”近乎完整直立走路的骨骼化石。
医学生教学、住院医师和访问学者培训一直是他学术生涯的主要关注点。他负责监督美国顶尖之一和最多样化的骨科住院医师培训计划。该计划吸引了来自美国和国外最好、最聪明的年轻医生/研究人员。他致力于创建一支新的、有素养、有能力的教职员和住院医师队伍。
他曾支持一项新举措以吸引更多的女性从事男性占主导地位的外科专业。UPMC的骨科住院医师方案在美国是最抢手的人才培养方案。2011年通过美国新闻与世界报告评估得出匹大骨科住院医师培训计划全国排名第7。目前，已有15名毕业生获得哈佛大学/麻省总医院的职位，超过25名访问学者和住院医师当上了世界各地著名的骨科或运动医学中心的主席。此外，UPMC住院医师培训计划比任何其他地方的培训计划产生出了更多的主席。2010年12月，傅浩强及其夫人捐助100万美金成立了“Freddie and Hilda Fu Endowed Fund”，用于资助匹兹堡大学骨科的教育和培训方案 。
1982年，Ferguson博士任命傅浩强为运动医学主席。当时他在每天完成日常事务的同时，也开始为建设该计划的长期战略目标做好坚实的基础性工作。运动医学是一门新的学科，还没有得到与大骨科一样的尊重程度。一开始，运动医学中心仅仅从地面建起了1,000平方英尺的空间。由于临床工作，教育和研究的成功以及拥有一支优秀的医生团队，运动医学中心开始快速发展，并且在短短的十年内，一越成为了一个世界级的运动医学中心，这足以证明傅浩强作为行政主任所具有的高生产、优业绩的才华与能力。
2000年，傅浩强开始负责并监督了总价超过8000万美金的运动行为综合中心的概念设计。作为这个世界上最大和最全面的运动医学中心之一，它将会吸引来自50个国家和六大洲超过600名的访问外科医生和研究员。多年来，他有效地融洽了这些专业的关系，并建立全球外科医生和研究人员的网络，且此网络远远超出了美国边界。该中心拥有一个运动损伤和行为多学科诊疗路径，同时开创了美国第一个职业高校运动队，并整合了学术和临床资源。UPMC的运动医学中心在1994年和1998年分别被《Man》杂志和《Self》杂志评为美国的十大中心之一，吸引了本地、国内和国际的患者，数以万计的世界级运动员在该中心接受了治疗。
傅浩强在匹兹堡非常活跃，抓住每一个提升匹兹堡地区的机会。他曾担任匹兹堡马拉松董事会主席和执行医务总监，成为匹兹堡芭蕾舞剧院、匹兹堡歌剧院、宾夕法尼亚州西部“Make-A-Wish”基金会的信托委员会等多个公益机构的重要成员，以及黎巴嫩高中队医。他还曾是儿童节日合唱团主席、宾夕法尼亚州西部奥委会的成员、家长压力中心的名誉董事会成员以及2002年度“Dapper Dan Charities”的主席。因此，他获得了1990年度“Pittsburgh Man of the Year”科学奖并于2004年被评为社会服务匹兹堡年度人物。
1993年，他被选为《匹兹堡杂志》“最佳骨科运动医学的医生”。通过全国顶尖医生投票，他还被选为全美最好的骨科与运动医学和关节镜医生。1996年，傅浩强在运动医学/关节镜领域临床实践中因成绩卓越被挑选中，并成为《匹兹堡杂志》封面上的“Top Doc”。1999年，傅浩强被匹兹堡杂志评为”100 Pittsburghers of the Century”，排名在第47位。在此项排名中，还包括Andrew Carnegie（第3号）、George Westinghouse（第5号）、Jonas Salk 博士（9号）、Thomas Starzl博士（第13号）等杰出人物。2007年，傅浩强很荣幸地获得了亨氏匹兹堡历史中心颁予的医学和健康领域的历史创造奖。2012年，傅教授获得了 Sports Leadership奖。

## 家庭與生活
傅氏家族祖先从华中迁往华南可以追溯到27代前，在香港从商超过100年。傅秉常是傅浩强的大伯父，在中国现代史和中华民国政府中发挥了重要作用。傅秉常1916年毕业于香港大学，主修工科，并于1931年作为中国第一人获得了香港大学的荣誉法学博士学位。此后，傅秉常曾任国民政府中央委员、司法院副院长，为中国的立法和外交做出了巨大贡献。1942年，他被任命为驻莫斯科大使，四年后他作为代表签署了《巴黎条约》。
傅浩强喜欢黑胶唱片，包括《妈妈咪呀》和《泽西男孩》等60年代的歌曲和音乐。虽然他已经没有像过去那么经常的骑自行车，但他仍然是非常热衷于骑自行车并常参与UPMC的自行车队和Freddie车队的各种活动。他还是个“美食家”和《匹兹堡杂志》“餐厅审查小组”的成员。事实上，匹兹堡大学校园有个中国餐厅露露面馆里有道面条就是以他的名字-“Dr Fu Special“-命名的。2007年南非之行，傅浩强讲授正确的ACL解剖学重建过程之后，当地的德班乐队“the spare keys”谱写并录制了“The Double Boundle Song”。傅浩强的目标一直是平衡工作和家庭的关系，并在工作中享受乐趣。
傅浩强的妻子Hilda Pang Fu，毕业于聖士提反女子中學和香港大学，拥有美国匹兹堡大学的图书馆科学硕士学位和卡内基美隆大学公共管理硕士学位。她是一个瓷画家，同时是Luminari创始人和总裁。Luminari是以匹兹堡为基础形成的，拓宽思想和激励创新的非營利組織性团体。同时，傅夫人是美国匹兹堡大学健康科学的对外关系主任、波茵帕克大学暑期课程执行主任、匹兹堡区域冠军的创始主任、匹兹堡地区Brag Book创作者、宾夕法尼亚州西南部妇女和女孩基金会董事会前董事长和ToonSeum创始成员。目前，傅氏夫妇有两个子女，并都已成家立业。两家育有三个孩子。

## 相关链接
- Orthonet* （页面存档备份，存于）
- Pittsburgh Magazine - May 2011 - Doc Star Dr. Freddie Fu （页面存档备份，存于）
- Pitt Magazine - Fall 2010 - Man in Motion （页面存档备份，存于）
- Pittsburgh Magazine - May 2011 - A Day in the Life of Dr. Freddie Fu （页面存档备份，存于）